# Polizeiruf 110: Das Gespenst der Freiheit
Das Gespenst der Freiheit ist ein Fernsehfilm aus der ARD-Krimireihe Polizeiruf 110. Der Film wurde von X Filme Creative Pool im Auftrag des Bayerischen Rundfunks produziert und wurde am Sonntag, den 19. August 2018 erstmals im Ersten ausgestrahlt. Es ist der 14. Fall des Münchner Polizeiruf-Ermittlers Hanns von Meuffels.

## Handlung
Vier Jugendliche prügeln und treten einen Mann muslimischen Glaubens brutal zu Tode. Alle vier sind Mitglieder einer neonazistischen Kameradschaft und Hauptkommissar Hanns von Meuffels hat es nicht leicht, den wahren Hergang herauszufinden. Den Halbiraner Farim hält er für das schwächste Glied der Gruppe und hofft auf ein baldiges Geständnis. Doch auch Verfassungsschutzmitarbeiter Röhl hat seine Pläne mit dem jungen Mann. Er versucht ihn mit lukrativen Versprechungen als V-Mann anzuwerben. Nachdem Farim auf das Angebot nicht eingeht, wird er von anderen Häftlingen brutal zusammengeschlagen und selbst als die Wärter dazwischengehen, schlagen diese mit ihren Stöcken auch auf Farim ein. In dieser Situation erneuert Peter Röhl sein Angebot und fordert als Gegenleistung Informationen über dessen Gruppe, die kurz vor einem blutigen Bandenkrieg mit einer rumänischen Gang steht. Farim, der hier in der Haft um sein Leben fürchten muss, geht nun auf das Angebot ein und kommt frei.
Hauptkommissar von Meuffels versteht die Welt nicht mehr, als er erfahren muss, dass alle vier Verdächtigen wieder auf freiem Fuß sind. Unverdrossen sucht er den Kontakt zu der Gruppe, um ihr zu zeigen, dass für ihn die Sache mit ihrer Entlassung nicht zu Ende ist. Dabei gerät Farim bei seinen „Freunden“ unter Verdacht, ein „Bullenversteher“ zu sein und muss das verlorene Vertrauen seiner Kumpels zurückgewinnen. Als geeignet scheint Röhl, den Farim regelmäßig kontaktiert, eine Waffenlieferung, die relativ einfach aus Staatsbeständen bereitgestellt werden kann. Auch von Meuffels sucht weiter den Kontakt zu Farim in der Hoffnung, von ihm zu erfahren, wer die letztendlich tödlichen Tritte gegen das Opfer getätigt hatte. Dabei kommt er dahinter, dass Farim in die Fänge der Verfassungsschützer geraten ist, die nicht davor zurückschrecken, notfalls den Jungen für ihre Ziele zu opfern. Als von Meuffels das erkennt, versucht er, Farim zu warnen und ihm klarzumachen, dass er nicht endlos Informationen an Röhl liefern kann und er früher oder später auffliegt, was er nicht überleben würde. Wenn er aussagt und ihm den Mörder nennt, könne er über die Kronzeugenregelung geschützt werden und neu anfangen. Damit liefert sich von Meuffels aber gleichzeitig einen „Krieg“ mit Röhl, dem dessen Bemühungen um Farim nicht verborgen bleiben.
Wie befürchtet, fliegt Farim bei seiner Gruppe auf, und als er Röhl um Hilfe bittet, lässt auch dieser ihn fallen. So bleibt ihm nur von Meuffels als letzte Rettung, der jedoch inzwischen von seinem Vorgesetzten von dem Fall abgezogen wurde und ihm nicht mehr helfen kann. Seine angeblichen Freunde richten ihn gemeinschaftlich hin. Von Meuffels ordnet die Festnahme der drei Verdächtigen an und fordert sofort eine Untersuchung gegen Röhl, ob er diese Hinrichtung hätte verhindern können. Damit kämpft er jedoch gegen Windmühlen, denn gegen den Verfassungsschutz kann er nicht gewinnen. Die drei Verdächtigen werden freigelassen, da sie nun übereinstimmend angeben, Farim hätte den Mann getötet. Beweise für deren Schuld am Tod von Farim liegen der Staatsanwaltschaft angeblich nicht vor. Von Meuffels zieht daraus seine eigenen Schlüsse.

## Hintergrund
Der Film wurde vom 10. März 2017 bis 11. April 2017 in München gedreht.

## Rezeption

### Kritik
Rainer Tittelbach von tittelbach.tv urteilte: Hanns von Meuffels „muss […] sich mit halbwüchsigen rechtsextremen Proleten und einem skrupellosen Verfassungsschützer [herumschlagen]. Die fragwürdige V-Mann-Politik der Behörde wird betrachtet durch die subjektiv-psychologische Brille dieses ebenso kultivierten wie eigenwilligen Kommissars. […] Auch in diesem formal auf spröden Realismus setzenden Krimi-Drama ist Spannung mehr Kopf- als Bauchsache. Emotional ist es vor allem die Anspannung des Protagonisten, die in den Fokus gerät. Und so distanziert Regisseur Bonny auch erzählt, so zwingt er doch den Zuschauer, in die ekelerregende Fratze der Gewalt zu schauen. Eine wahr(haftig)e Zumutung!“

„Es sind Bilder aus einem deutschen Abgrund, der auf Tausenden von Verhandlungsaktenseiten ausgeleuchtet ist und letztendlich doch unerklärt bleibt. Die für diesen Krimi inszenierte Parallelwelt aus Bier und Trieb, aus ideologischen Versatzstücken und selbstherrlich bollernden Schlagern füllt diese Leerstelle. Zurück bleibt Ekel. Einschalten.“

### Einschaltquoten
Die Erstausstrahlung von Das Gespenst der Freiheit am 19. August 2018 wurde in Deutschland von 4,34 Millionen Zuschauern gesehen und erreichte einen Marktanteil von 15,9 % für Das Erste.

### Auszeichnungen
- Nominierung für den Deutschen Fernsehkrimipreis 2019[5]